# ロバート・H・ゲルハード
ロバート・H・ゲルハード（Robert Hassler Gerhard、1904年6月27日 - 1963年4月15日）は、音声学者・英語教育者。東北学院教授、国際基督教大学名誉教授。

## 略歴
- 1904年（明治37）、仙台で生まれる。父は英語教育者のポール・ゲルハード。
- 1940年（昭和15）、東北学院教授。
- 太平洋戦争中は帰米を余儀なくされていたが、1946年（昭和21）、終戦後間もなく仙台に戻り、再び東北学院で教鞭を執る。
- 1951年（昭和26）、国際基督教大学設立の準備のため東北学院を辞し、東京に転居。
- 1953年（昭和28）、国際基督教大学設立。
- 1963年（昭和38）、狭心症で逝去。58歳。

## 人物と業績
「標準簡易表記」と呼ばれる英語の発音表記法を考案し、日本における英語教育に尽力した。標準簡易表記は『最新コンサイス英和辞典』（三省堂、1951年）などの辞書に採用された。